# 4003 Schumann
4003 Schumann је астероид са средњом удаљеношћу од Сунца која износи 3,422 астрономских јединица (АЈ).
Апсолутна магнитуда астероида је 10,8.